# Grata (figlia di Valentiniano I)
Grata (fl. seconda metà IV secolo) fu una delle figlie dell'imperatore Valentiniano I e della sua seconda moglie Giustina.
Era sorella di Giusta, di Galla e di Valentiniano II, oltre che sorellastra di Graziano, figlio di primo letto di Valentiniano.
Non si sposò. Era probabilmente ancora in vita nel 392.